# Karan English
Karan English (Berkeley, 23 marzo 1949) è una politica statunitense, membro della Camera dei Rappresentanti per lo stato dell'Arizona dal 1993 al 1995.

## Biografia
Nata e cresciuta in California, la English si trasferì per studiare all'Università dell'Arizona, dove si laureò. Successivamente si dedicò alla politica e dopo aver aderito al Partito Democratico divenne supervisore della Contea di Coconino.
Fra il 1987 e il 1993 servì all'interno della legislatura statale, che lasciò dopo essere stata eletta deputata alla Camera dei Rappresentanti. In questa occasione riuscì a superare con un discreto margine di scarto (anche grazie all'appoggio di Barry Goldwater) l'avversario repubblicano Doug Wead, un collaboratore dell'ex Presidente George H. W. Bush. La English divenne così la seconda donna eletta al Congresso dallo Stato dell'Arizona dopo Isabella Greenway negli anni trenta.
Nel 1994 chiese agli elettori un secondo mandato, ma rimase vittima della cosiddetta "rivoluzione repubblicana", perdendo la competizione contro l'avversario J. D. Hayworth. Dopo la sconfitta la English abbandonò definitivamente la scena politica e attualmente lavora per il Center for Sustainable Environments alla Northern Arizona University.